# جويل تيليما
جويل تيليما (بالهولندية: Joel Tillema)‏ (5 سبتمبر 1989 بلاهاي في هولندا - ) هو لاعب كرة قدم هولندي في مركز الدفاع. لعب مع أدو دين هاغ.